# RSV Einbeck
Der RSV Einbeck ist eine Rollkunstlauf-Mannschaft mit Sitz in der niedersächsischen Stadt Einbeck.
Der Verein wurde 1911 gegründet. Zu den Gründungsmitgliedern zählte August Stukenbrok Einbeck. Auch Emil Reinecke begann beim RSV seine Karriere. Bis 1965 war Radsport die einzige Sportart, dann kam Rollkunstlauf dazu. Mehrere deutsche Meistertitel wurden bereits gewonnen. 2024 kam hinzu: Europameisterschaft im Show- und Formationslaufen. Im gleichen Jahr wurde Silber bei der WM in Rimini errungen.